# Lernphasen
Mit dem pädagogischen Begriff Lernphasen bezeichnet man unterschiedlich lange Zeitspannen beim schulischen Lernen, das als zielgerichtetes, intentionales Handeln begriffen wird. Die Abfolge dieser Phasen ist unabdingbar.

## Lernfortschritte
Um einen deutlich wahrnehmbaren Lernfortschritt zu erreichen und um den Zugang zu anspruchsvollen Texten oder anderen Arbeitsmedien zu erleichtern, müssen diese jeweils an eine Problemstellung angebunden werden, mit der sich die Schüler beschäftigen können, bevor sie das betreffende Arbeitsmedium erhalten. Sie haben damit die Möglichkeit, in einer selbstgesteuert intuitiven Problemlösungsphase eigene Antworten zu finden, die in der anschließenden angeleitet kontrollierten Problemlösungsphase mit den Antworten des Textes verglichen werden können. Sie können auf diese Weise wesentlich leichter ein Verständnis des Textes (Textinterpretation) oder des sonstigen Arbeitsmediums entwickeln, den Wert der dort gegebenen Antworten ermessen und kritisch dazu Stellung nehmen.

## Bonbonmodell des Lernprozesses
Entscheidend ist es, eine qualifizierte Frage zu finden, die die Schüler dazu bringt, ein Bewusstsein für das im fraglichen Text behandelte Problem zu entwickeln und mögliche Lösungen zu antizipieren. Sinnvoller Weise werden die intuitiven Lösungen an der Tafel festgehalten und in der Festigungsphase mit den in der kontrollierten Problemlösungsphase aus dem Text gewonnenen Antworten verglichen. Dabei können die Schüler selbst feststellen und beurteilen, wie sich das Reflexionsniveau ihrer Antworten von dem des zur Diskussion stehenden Autors unterscheidet. Sie stellen dabei manchmal fest, dass einzelne ihrer Antworten sich nicht vor denen des Experten zu verstecken brauchen, sondern dessen Lösung in einer weniger elaborierten, aber durchaus treffenden Weise antizipiert haben. Der Lehrer arrangiert also mit den Schülern zusammen einen Lernprozess, in dem die Schüler selbst feststellen können, welchen Fortschritt sie in der Beschäftigung mit den Medien in der kontrollierten Problemlösungsphase gemacht haben. Der Lernprozess muss nicht mit dem Ablauf einer Unterrichtsstunde identisch zu sein, sondern kann sich auch schon einmal über mehrere Unterrichtsstunden hinziehen oder kann in einer Stunde mehrmals stattfinden. Wichtig ist nur, dass der Lehrende und möglichst auch der Lernende weiß, in welcher Lernphase er sich jeweils befindet.
Die Phasierung des Lernprozesses ist 1910 durch John Deweys Beschreibung der Stufen des Denkens angestoßen und in Deutschland von den Lernpsychologen Heinrich Roth (1906–1983) und Werner Correll übernommen worden. Demnach  soll die Hinführung zu einer möglichst präzisen, nachvollziehbaren Problemstellung führen, an der die Schüler in der folgenden intuitiven Problemlösungsphase selbstständig oder in Zusammenarbeit mit Mitschülern arbeiten können. So können sie sich in das Problem hineindenken und mögliche Lösungen antizipieren. Sie können dadurch dem Anspruch des Textes oder anderer Medien, mit dem sie in der kontrollierten Problemlösungsphase konfrontiert werden, besser und leichter gerecht werden. In der Festigungsphase sollten die Ergebnisse der kontrollierten Phase auf den Begriff gebracht, im Vergleich mit denen der intuitiven Phase hinterfragt  und in den Zusammenhang der Reihe gebracht werden. Schließlich geht es in der Transferphase um Anwendung und Erprobung an Beispielen, kritische Stellungnahme und anschließende offene Fragen. Besonders die selbstgesteuerte intuitive Problemlösungsphase kann unterschiedlich lang sein. Je nachdem, wie ausführlich die Schüler ihre Lösungen ausarbeiten und einbringen wollen, kann sie zehn Minuten, eine ganze Stunde oder sogar mehrere Stunden umfassen. Der Wechsel zwischen enggeführten und breit gestreuten Unterrichtsbeiträgen kann in der Form eines Bonbons dargestellt werden. Rolf Sistermann spricht deshalb von dem Bonbonmodell als Strukturierungsprinzip eines Lernprozesses.
In den verschiedenen Lernphasen werden die unterschiedlichen philosophischen Methoden schwerpunkthaft verwendet, die Ekkehard Martens (* 1943) in seiner Methodik des Philosophieunterrichts umfassend beschrieben hat. Man könnte die verschiedenen Methoden den einzelnen Lernphasen folgender Maßen zuordnen: In der Hinführungsphase geht es darum, dass die Schüler mit phänomenologischen Methoden etwas wahrnehmen, das zur „Problemkonstituierung“ führt. In der selbstgesteuert intuitiven Problemlösungsphase sollen sie mit spekulativen Methoden weiterführenden Einfällen nachgehen In der angeleitet kontrollierten Problemlösungsphase sollen sie mit hermeneutischen Methoden Texte verstehen lernen. In der Festigungsphase geht es um die Klärung von Argumenten und Begriffen mit Hilfe analytischer Methoden, und in der Transferphase schließlich sollen sie mit Hilfe dialektischer Methoden „Auseinandersetzungen führen können.“. Zusammengenommen ist damit ein natürlicher Lernprozess beschrieben, in dem offene und geschlossene Phasen bzw. weitere und engere Fragestellungen miteinander wechseln. Die Phasen des Lernprozesses können zwar, aber müssen nicht identisch sein mit der Strukturierung einer Unterrichtsstunde. Sie können sich auch über mehrere Unterrichtsstunden erstrecken.

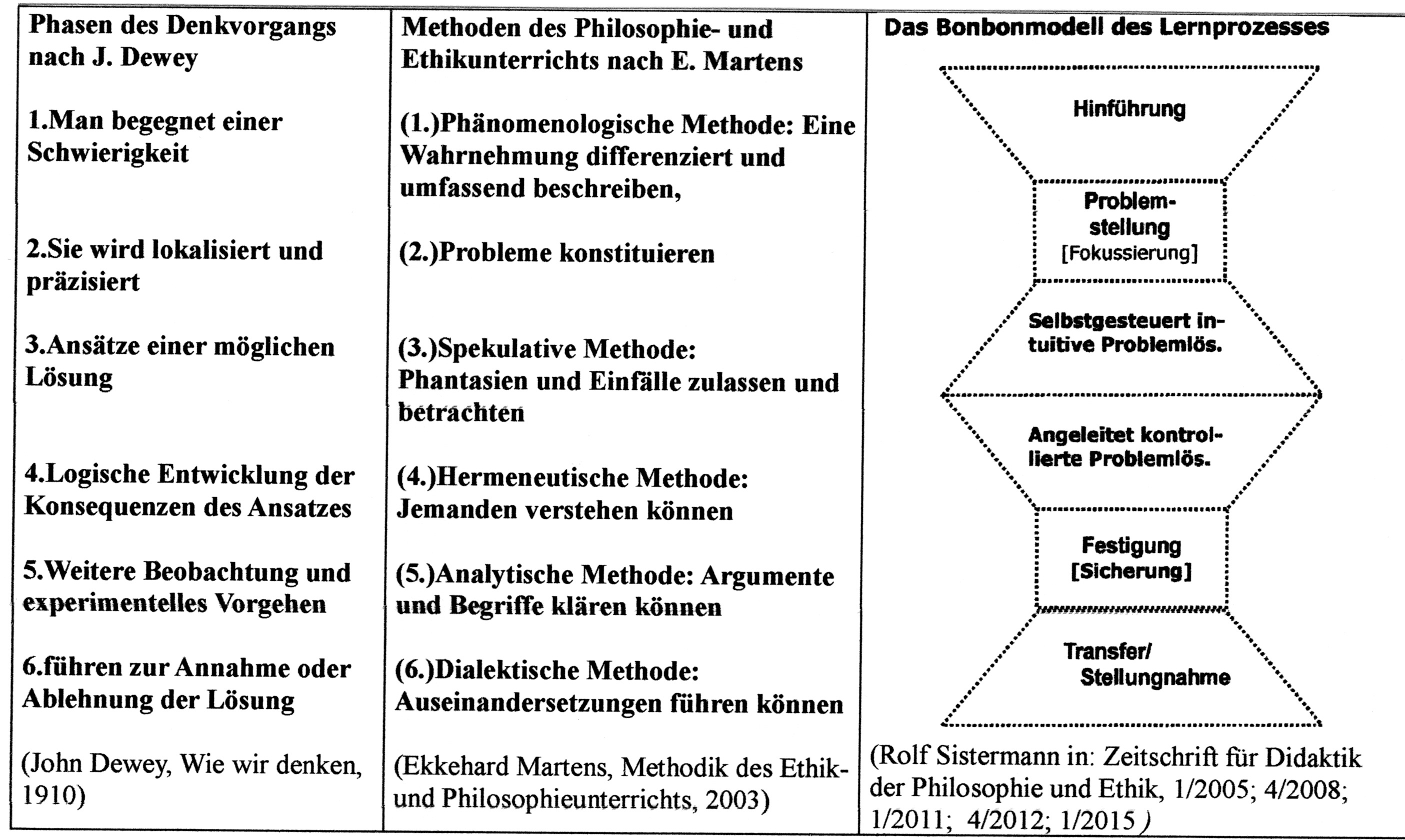
Die Problemorientierung im Bonbonmodell im Vergleich mit den Stufen des Denkens bei Dewey und den Methoden bei Martens

### Unterrichtsstufen nach Correll
1. Motivation durch das Erfahren einer Schwierigkeit
2. Zielsetzung für die Arbeit durch Definition des Problems
3. Entwicklung des Ansatzes verschiedener Lösungsmöglichkeiten
4. Logische Entwicklung der absehbaren Folgen dieses Ansatzes möglicher Lösungswege durch trial and error
5. Anwendung der konzipierten Lösungsmöglichkeit in der Realsituation: Beurteilung oder Verifikation der Richtigkeit des Ansatzes durch die praktischen Konsequenzen
(W. Correll: Lernpsychologie, 1961, 56ff).

### Nach Roth
1. Stufe der Motivation
2. Stufe der Schwierigkeiten
3. Stufe der Lösungen
4. Stufe des Tuns und Ausführens
5. Stufe des Behaltens und Einübens
6. Stufe des Bereitstellens, der Übertragung und der Integration des  Gelernten[5]

### Nach Martens
1. phänomenologische Methode: etwas wahrnehmen können und
2. Probleme konstituieren
3. spekulative Methode: Einfälle haben können
4. hermeneutische Methode: Jemanden verstehen können
5. analytische Methode: Argumente und Begriffe klären können
6. dialektische Methode: Auseinandersetzungen führen können[6]

### Nach Sistermann
1. Hinführung
2. Problemstellung/Fokussierung
3. selbstgesteuert intuitive Problemlösung
4. angeleitet kontrollierte Problemlösung
5. Festigung/Sicherung
6. Transfer/Stellungnahme[7]

In dem systematischen Wechsel zwischen den Phasen subjektiver Aneignung und der Vermittlung von Expertenwissen entspricht das Bonbonmodell dem, was Diethelm Wahl als Sandwich-Prinzip bezeichnet. Das Sandwich-Prinzip schreibt vor, zwischen möglichst kurze und informative kollektive Lernphasen möglichst umfangreiche Phasen des aktiven und selbstgesteuerten Lernens einzuschieben. Allerdings wird dort zu wenig betont, dass ein kontrollierbarer Lernfortschritt auch bei selbstgesteuertem Lernen eine überschaubare und begrenzte Problemstellung voraussetzt, deren Lösung in einem eben so überschaubaren Rahmen auf den Begriff gebracht und durch Wiederholung gefestigt werden sollte.
Ein ähnliches Schema des Lehr- bzw. Lernprozesses hat Josef Leisen entworfen. Er unterscheidet folgende sechs Stufen: (1) Problemstellung entdecken, (2) Vorstellungen entwickeln, (3) Lernmaterial bearbeiten, (4) Lernprodukt diskutieren, (5) Lernzugewinn diskutieren und (6) Vernetzen und Transferieren. Dabei gibt  er jedoch  im Unterschied zum Bonbonmodell der Hinführung zur Problemstellung keinen besonderen Stellenwert. Außerdem wird nicht deutlich, dass die eigentliche Problemstellung enger sein muss als die breiter angelegte Hinführung.